# USS Barry (DDG-52)
USS Barry (DDG-52) — другий ескадрений міноносець КРО в першій серії Flight I типа «Арлі Берк»; спущений на воду 10 травня 1991, прийнятий до складу флоту 12 грудня 1992 року. Збудований на корабельні Ingalls Shipbuilding в Паскагулі, приписаний до військово-морської бази Норфолк, Вірджинія.
Ескадрений міноносець «Barry» названий на честь американського командора Джона Беррі (1745—1803), якого називають батьком американського флоту.

## Бойова служба
У листопаді 1993 року командир корабля отримав наказ, який вимагав щоб ескадрений міноносець «Беррі» вийшов у море і попрямував до Гаїті щоб узяти участь в операції по підтримці демократії та контролю за дотриманням накладеного на Гаїті ембарго.
20 травня 1994 року, покинувши Норфолк, ескадрений міноносець вийшов на бойову службу у Середземне море. 7 жовтня 1994 року, у відповідь на скупчення Іраком військ на кордоні з Кувейтом, корабель отримав наказ направитись у зону Перської затоки у складі авіаносної ударної групи. 17 листопада 1994 року він повернувся до Норфолка.
У жовтні 2004 року «Беррі» перебував у Перській затоці, де брав участь в операціях «Свобода Іраку» і «Нескорена свобода» (разом з авіаносцем «Гаррі Трумен»). Пізніше ескадрений міноносець брав участь в операції у зоні Африканського Рогу. До бази корабель повернувся у березні 2005 року.
У травні 2006 року міноносець ніс бойову службу у водах Західної Африки і на Середземному морі, завітав у Нігерію і відвідав Ліван, повернувся у Норфолк з походу у листопаді 2006 року. [Архівовано 15 липня 2020 у Wayback Machine.]
У квітні і травні 2008 року міноносець брав участь в навчаннях НАТО Joint Warrior 08-01 у Північній Атлантиці. В навчаннях брали участь кораблі восьми держав. У серпні «Баррі» брав участь у розгортанні у рамках постійної воєнно-морської групи НАТО № 2 (SNMG2).
2011 року міноносець брав активну участь в операції «Odyssey Dawn» західних країн в Лівії.
Міноносець неодноразово заохочували різними нагородами.
В кінці серпня 2013 року, спільно з есмінцями USS «Mahan» (DDG-72) і USS «Ramage» (DDG-61), знаходився на бойовому чергуванні біля берегів Сирії. Всі кораблі були озброєні крилатими ракетами «Томагавк».
12 січня 2016 року залишив порт приписки Норфолк і попрямував на військово-морську базу в Йокосука, Японія, яка стане новим портом приписки. USS «Barry» (DDG-52) замінив ракетний есмінець USS «Lassen» (DDG-82), який 6 січня залишив військово-морську базу Йокосука, Японія, для зміни порту приписки. 2 березня прибув до зони відповідальності 7-го флоту США. 14 березня прибув до нового порту приписки Йокосука, Японія, завершивши двомісячний перехід з Норфолка. 16 травня залишив Йокосука для свого першого патрулювання в зоні відповідальності 7-го флоту США з нового порту приписки, з якого повернувся 5 серпня. 7 вересня покинув порт приписки для патрулювання у складі ударної групи авіаносця USS «Ronald Reagan» (CVN-76). 16 жовтня в складі ударної групи авіаносця USS «Ronald Reagan» (CVN-76) прибув з п'ятиденним візитом в порт Пусан, Республіка Корея, після завершення двосторонніх навчань «Invincible Spirit 2016».
У листопаді 2017 року прибув в сухий док Йокосука для проведення капітального ремонту і модернізації, який покинув 3 грудня 2018 року.
У березні — квітні 2020 року патрулював у Тайванській протоці.
У кінці серпня 2021 року есмінець взяв участь у міжнародних навчаннях MALABAR 2021 у Філіппінському морі.

## Відомі командири
- До 21 жовтня 1993 — капітан Гери Ругхеад;
- З 21 жовтня 1993 року — коммандер Джеймс Дж Ставрідіс;
- На 7 січня 2010 — коммандер Адольфо Х. Ібарра.

## посилання
- Офіційний сайт корабля